# Dublin City University
La Dublin City University (DCU) è un'università situata a Glasnevin, a nord di Dublino, in Irlanda. 
Nata nel 1975 come National Institute for Higher Education, immatricolò i primi studenti nel 1980 e nel 1989 fu elevata allo status di università. 
Attualmente vi studiano circa 6.000 studenti e 700 ricercatori. 
Del personale accademico fanno parte il precedente primo ministro irlandese John Bruton e lo scrittore Edward De Bono.

## Sport
La squadra di football americano dell'università, i DCU Saints, partecipa al campionato nazionale.